# ハタノユウスケ
ハタノ ユウスケ（2001年8月1日 - ）は、日本のラジオDJ。大阪府泉大津市出身。血液型O型。

## 来歴
中学生の頃、地元泉大津で開催されているロックフェス、RUSH BALLに参加したことをきっかけに、音楽とラジオに興味を持った。
高校時代より周囲に「ラジオDJ」になると宣言していたが、オーディションのハードルの高さから応募を見送る。 それでもラジオに支えられ、音楽と共に過ごす日々を送る中でより思いが強まる。
大阪電気通信大学2回生の2021年にFM802のオーディションを受け合格し、翌年4月より『LNEM 〜エルネム〜』でDJデビュー。

## 人物
- 趣味はプロ野球観戦、ラーメン、バスケットボール、お笑い鑑賞[1]。番組内で定期的にラーメン店を紹介するほど、大のラーメン好きである[5]。
- 憧れの人物に、FM802での先輩にあたる樋口大喜を挙げており、自身の声や話し方も樋口に似ていると評される[3]。また、かつて樋口がDJを担当していた番組『RADIO ∞ INFINITY』を、2023年4月より引き継いで担当している。
- BiSHや、FRUITS ZIPPERのファンである[6][7][注釈 1]。
- TRACK15のメンバー、高橋凜（Ba.Cho）とは高校の同級生であり[8]、親交が深い。

## 出演

### 現在
FM902
- RADIO ∞ INFINITY（2023年4月7日 - ）
- MUSIC Play-STANDARD（2024年7月 - 、週替わり担当）

### 過去
FM802
- LNEM 〜エルネム〜（2022年4月 - 2023年3月、木曜未明〈水曜深夜〉担当）
- UPBEAT!（2024年2月27日、加藤真樹子の冬休みに伴う代演）
- Living room 802（2024年6月8日、豊田穂乃花の体調不良に伴う代演）
- NEO(N)POP（2025年7月6日、豊田穂乃花のイベント出演に伴う代演）